# Stenosoma wetzerae
Stenosoma wetzerae là một loài chân đều trong họ Idoteidae. Loài này được Ormsby miêu tả khoa học năm 1991.